# キオン
キオン（黄苑、学名：Senecio nemorensis L.）、キク科キオン属に分類される多年草。別名が、ヒゴオミナエシ。種小名の「nemorensis」は、「森林生の」を意味する。名前の似ているシオン（紫苑）とは同科別属。和名は、紫苑に対して、花が黄色であることに由来する。

## 分布
ユーラシア大陸のヨーロッパ、シベリア、中国、朝鮮半島から日本にかけての温帯域に生育する。基準標本は、ドイツとシベリアのもの。
日本では、北海道、本州、四国、九州に分布する。山地から亜高山帯にかけてのやや日当たりのよい草地に生育する。

## 特徴
地下茎は短く、茎の高さ50–100 cm。散房状花序に多数の小さく鮮やかな黄色の花をつける。頭花は直径約2 cm花、10個前後の管状花とその周囲の5個の舌状花からなる。
花期は8–9月。葉は互生し、縁には不揃いの鋸歯があり、分裂しない。
同属のハンゴンソウに似るが、ハンゴンソウは葉が三裂することで判別できる。

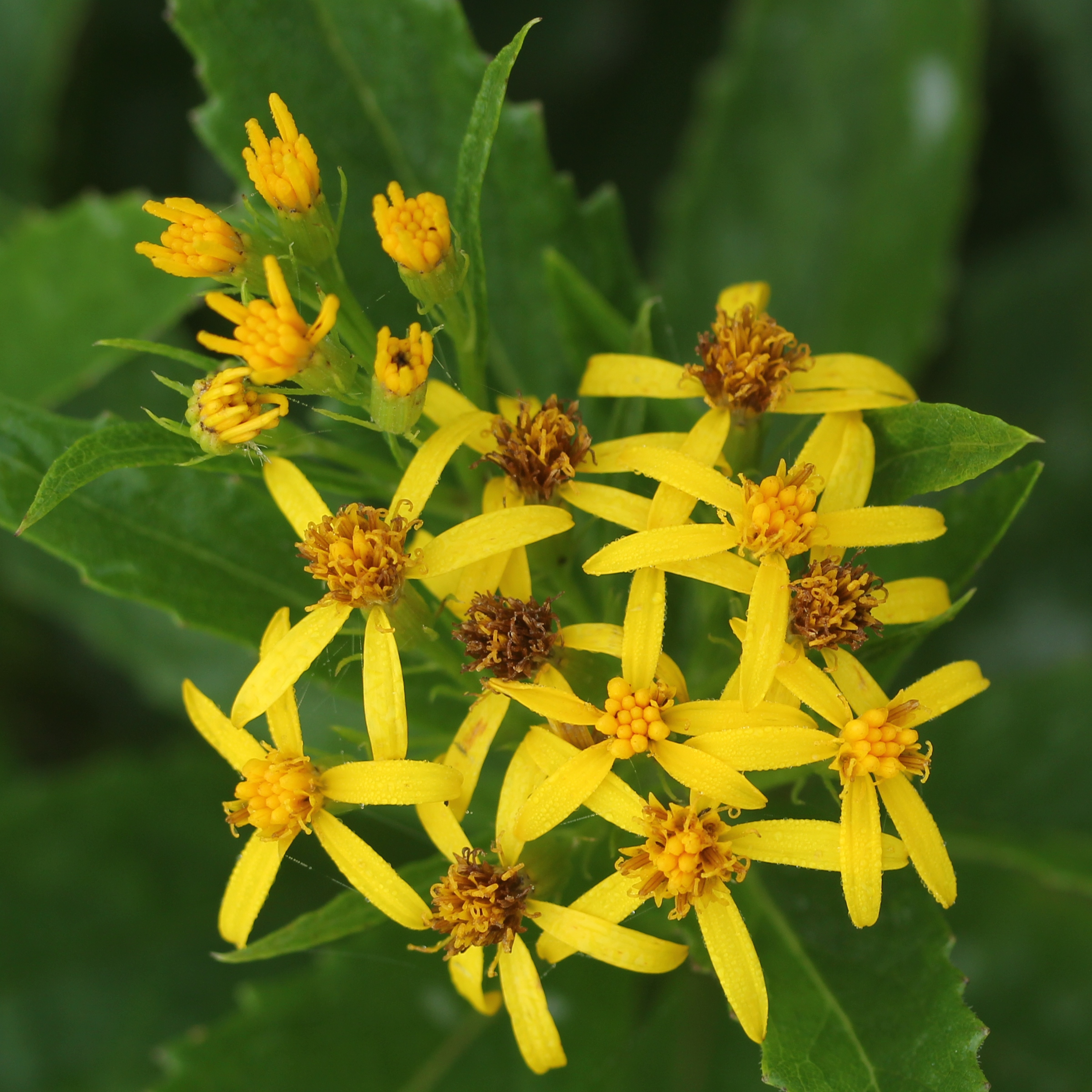
花の細部
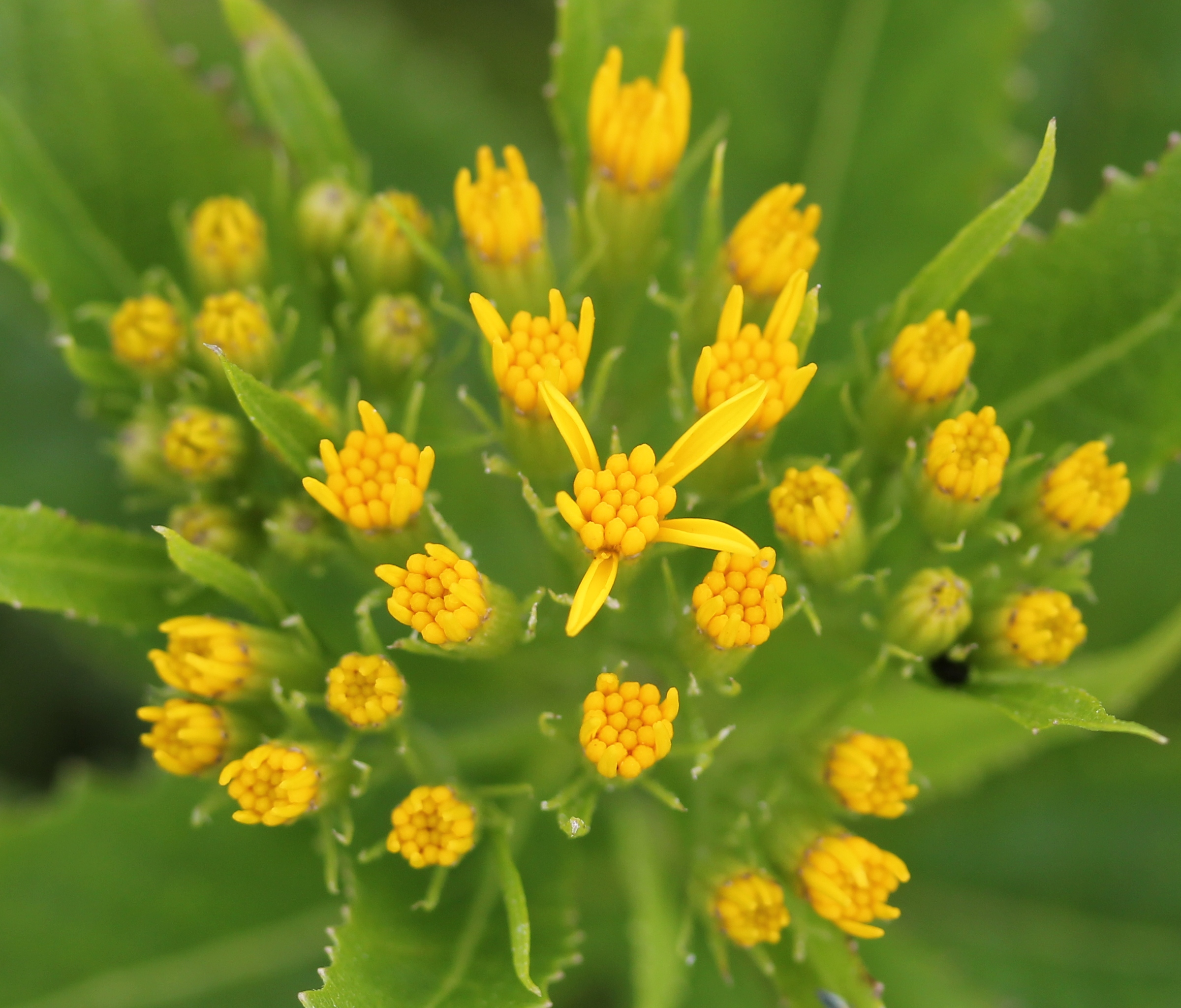
蕾
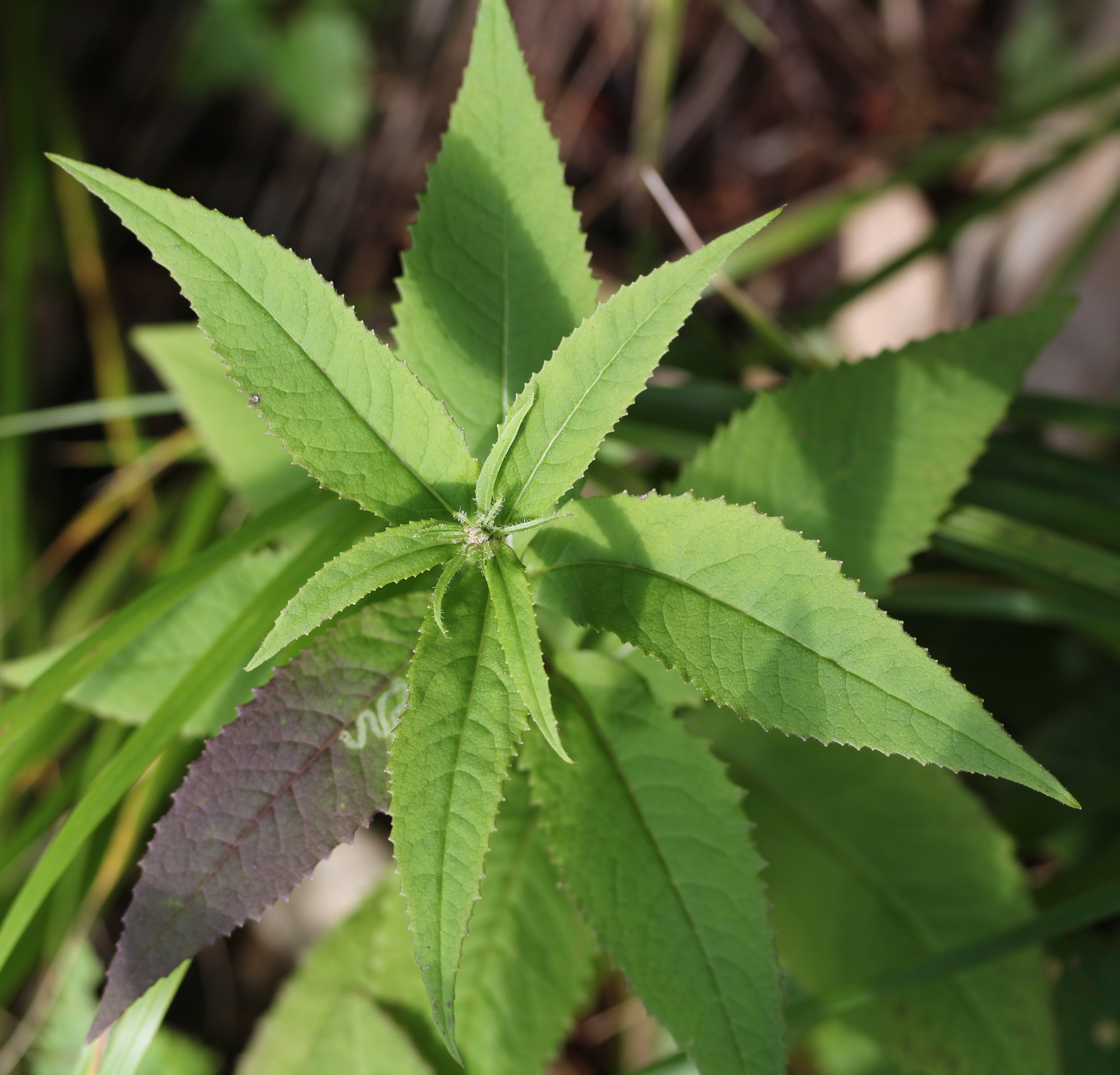
葉